# Skálholt

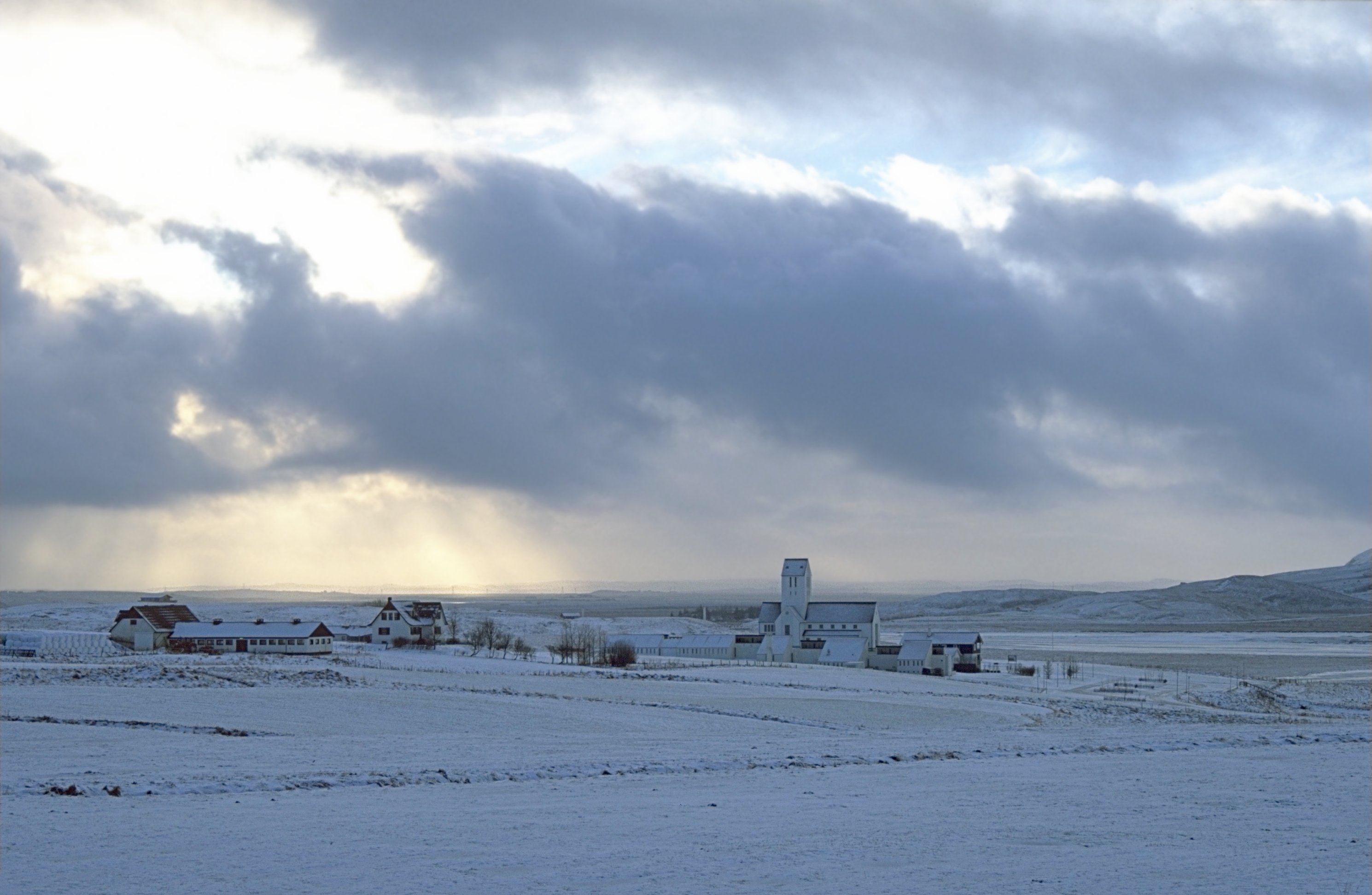
Skálholt im Februar 2003

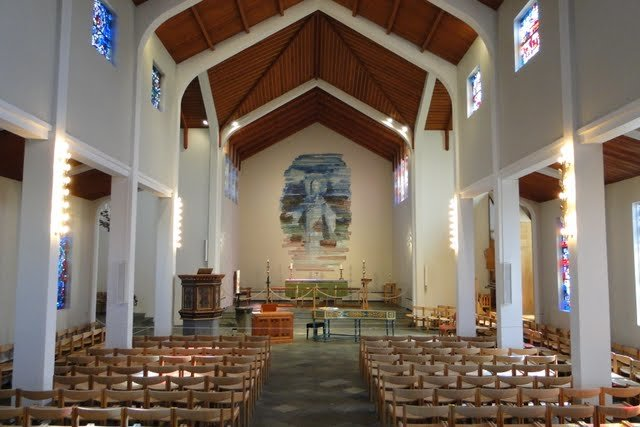
Innenraum der Domkirche, Skálholt

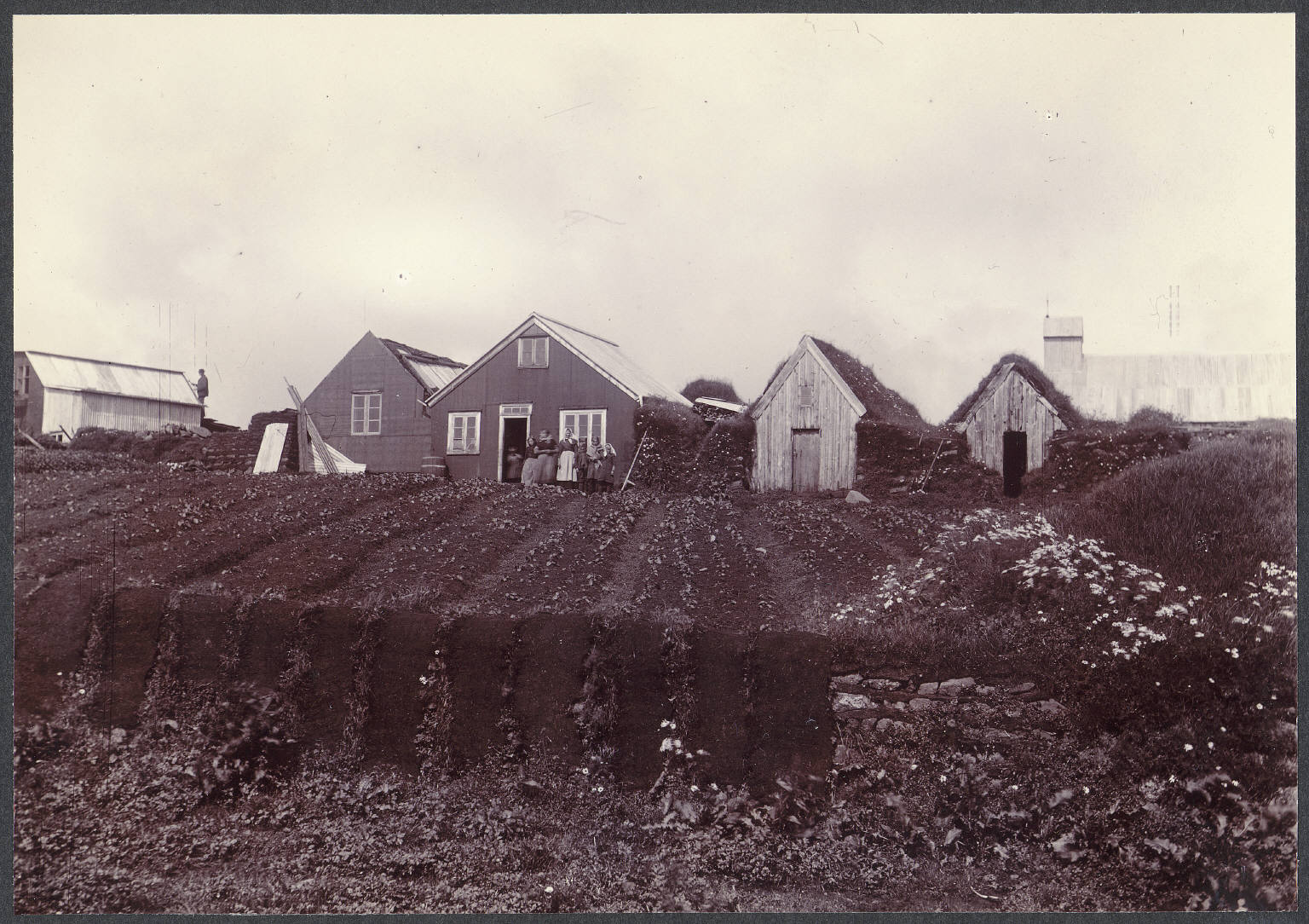
Skálholt um 1900

Das Gut Skálholt [ˈskaulhɔl̥t] liegt im Süden Islands in der Gemeinde Bláskógabyggð. Es war vor der Reformation Sitz des katholischen Bistums Skálholt (heute Titularbistum Skálholt) und danach bis 1801 evangelischer Bischofssitz.

## Bedeutung von Skálholt
Der Ort besteht aus einer relativ großen Kirche, der Skálholtsdómkirkja (erbaut von 1956 bis 1963), dem Wohnsitz des Weihbischofs und einem kleinen Schulkomplex. Der Ort ist trotz seiner geringen Größe von bemerkenswerter Bedeutung für die Geschichte des Landes, war er doch seit dem Mittelalter neben Hólar der wichtigere Bischofssitz von Island (gegründet 1056). Damit hatte Skálholt als kulturelles und politisches Zentrum über viele Jahrhunderte ähnliches Gewicht wie Þingvellir.
Die erste Lateinschule des Landes (heute: Menntaskólinn í Reykjavík) wurde Ende des 12. Jahrhunderts in Skálholt gegründet.
1550 wurden hier der letzte katholische Bischof Islands, Jón Arason, und seine Söhne hingerichtet.
1801 wurde der Bischofssitz nach Reykjavík verlegt. Seit 1909 befindet sich hier noch ein Weihbischofssitz.

## Söhne und Töchter des Ortes
- Finnur Magnússon (1781–1847), Archäologe